# Сенюков, Николай Николаевич
Николай Николаевич Сенюков (18 мая 1925, Сторожа, Тульская губерния — 26 декабря 2007, Москва) — советский футболист и тренер. Мастер спорта СССР (1954). Заслуженный тренер РСФСР. Сначала играл на позиции полусреднего нападающего и полузащитника, затем стал защитником. 

## Биография

### Ранние годы, солдат
Начинал играть в футбол в 1940 году в команде завода «Каучук». В январе 1943 года ушёл на Великую Отечественную войну, где сначала служил в пешей разведке, а с февраля 1944 года ходил в разведку на танках и бронетранспортёрах 1-й гвардейской танковой армии. На Висле получил ранение одновременно в шею, руку, где осколок остался до последних дней его жизни, и ногу, после чего отказался от лечения в тылу, восстановившись в полевом госпитале за несколько дней. На фронте дослужился до звания старшины, был награждён орденами Славы III степени и Красной Звезды, медалями «За отвагу», «За боевые заслуги» и «За взятие Берлина». Состоял в КПСС.

### Игрок
По окончании войны Сенюков остался в группе советских войск в Германии, где проводилось внутреннее футбольное первенство, по выступлениям в котором он вошёл в сборную группы войск. В 1950 году в Потсдам прибыл ЦДКА во главе с Борисом Аркадьевым, футболист Сенюков им понравился и присоединился к команде.
В составе армейцев, переименованных в 1951 году в ЦДСА, Николай провёл лишь один официальный матч, в котором забил один гол. Случилось это в игре победного для команды чемпионата СССР 1951 года. После роспуска «команды лейтенантов» в 1952 году Сенюков был отправлен в клуб МВО, который через год постигла та же участь, поэтому доигрывал чемпионат 1953 года он уже в московском «Торпедо», взявшем тогда «бронзу». В составе автозаводцев Сенюков играл до сезона 1961 года, получил за это время также серебряные медали чемпионата 1957 года и Кубка 1958 года.

### Тренер
По завершении карьеры тренировал липецкое «Торпедо» (1962—1963), вологодское «Динамо» (1969—1970) и «Москвич» (1971—1972), а также был почти постоянно занят в системе команд московского «Торпедо», однако наибольших успехов достиг в качестве детского тренера. Среди его воспитанников футболисты: Юрий Сеничкин, Александр Тукманов, Владимир Бутурлакин, Николай Куличенков, Виктор Балашов, Вячеслав Попов, Сергей Фомин, Валерий Абрамов, Сергей Пригода, Николай Писарев, Дмитрий Чугунов, Сергей Бурченков, Борис Востросаблин, Сергей Басов, Андрей Никитин, Денис Андреев, Александр Ковалёв. Был строгим тренером, пристально следил за успеваемостью подопечных и их дальнейшей судьбой.

### Последние годы
Иногда играл за ветеранов «Торпедо». Умер 26 декабря 2007 года в Москве.

## Достижения
Как игрока московского «Торпедо»:
- Чемпионат СССР:
  - Серебряный призёр: 1957
  - Бронзовый призёр: 1953
- Кубок СССР:
  - Финалист: 1958